# رباعية الغشاء
رباعية الغشاء (بالإنجليزية: Tetrahymena)‏ هو كائن أولي من جنس الهدبيات يمكن أن يكون متعايشا أو مسببا للأمراض، وهو شائع بكثرة في المياه العذبة.
يستخدم الباحثون في الكيمياء الحيوية الجنسين: رباعية الغشاء أليفة الحرارة ورباعية الغشاء الكمثرية ككائن نموذجي. تم إثبات أن هذا الجنس يملك مستقبلات هرمونية يقوم أحدها بتحفيز هذا الكائن الأولي على إنتاج الميلاتونين، عند التعرض لكميات قليلة من هذا الهرمون، وبشكل خاص الإنتاج الذي له علاقة بالتأقلم الضوئي  مع تأثيرات الانجذاب نحو ضوء النهار، والانجذاب الكيميائي في الليل.
تتواجد رباعية الغشاء أليفة الحرارة علة سبع أجناس مختلفة (أنماط تزاوجية) والتي تُنتج 21 توليفة مختلفة، ولا يمكن لرباعية غشاء واحدة التكاثر جنسيا مع نفسها. «يحدد» كل كائن الجنس الذي سيتخذه أثناء التزاوج، عبر عملية تصادفية.

## ر.غ أليفة الحرارة كائن نموذجي في البيولوجيا التجريبية

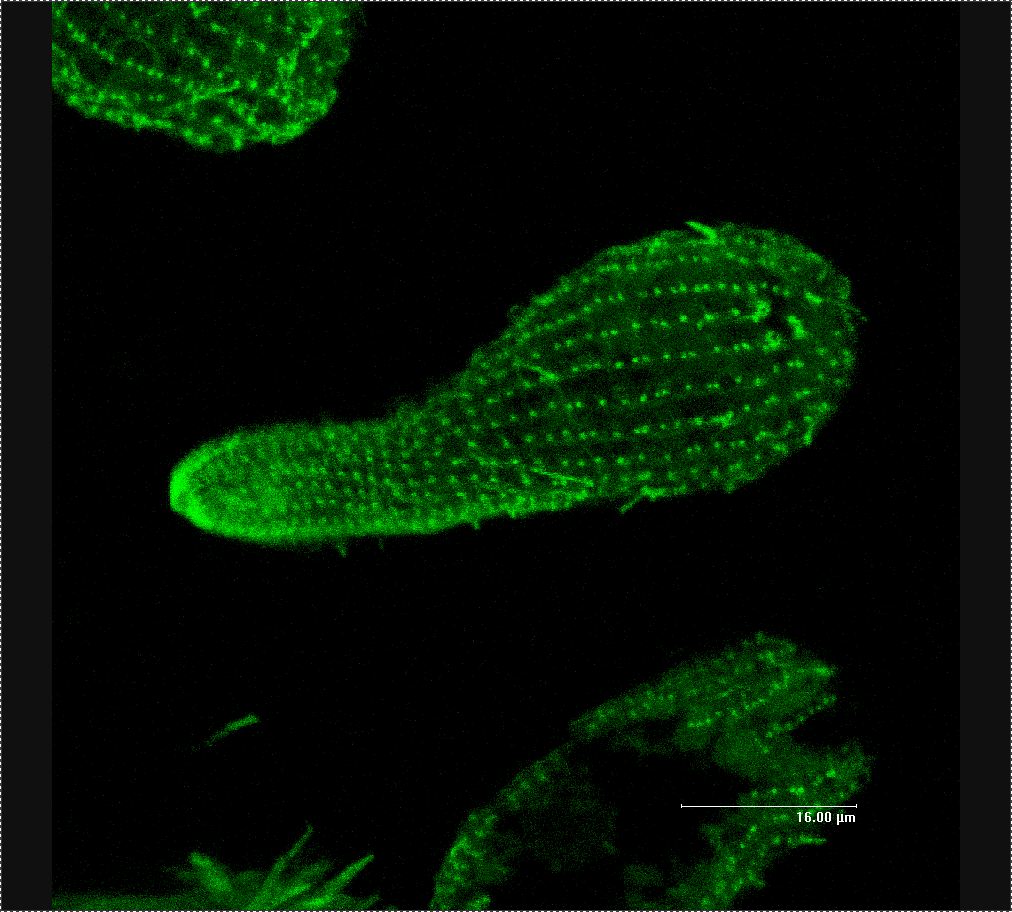
توبولين بيتالدى رباعية الغشاء

كونها كان أولي هدبي، تُبدي رباعية الغشاء أليفة الحرارة (Tetrahymena thermophila) ازدواجا نوويا: حيث تملك نوعين من النواة، واحدة كبيرة غير تناسلية وأخرى صغيرة تناسلية في آن واحد، وكلاهما يقومان بوظائف ذات خصائص بيولوجية وسيتولوجية مختلفة. يسمح هذا التنوع الفريد للعلماء من استخدام رباعية الغشاء لتحديد العديد من العوامل المفتاحية بخصوص التعبير الجيني وسلامة الجينوم. فضلا عن ذلك، تمتلك رباعية الغشاء المئات من الأهداب ولها بُنى أنيبيبات دقيقة معقدة، ما يجعلها نموذجا مثاليا لتوضيح تنوع ووظيفة شبكات الأنيببات الدقيقة.
لأن رباعية الغشاء يمكنها النمو بكميات كبيرة في المختبر وبسهولة، فإنها كانت مصدرا ممتازا للتجارب الكيميائية الحيوية لعدة سنوات، بشكل خاص النشاطات الإنزيمية واستخلاص المكونات الفرعية الخلوية. زيادة على ذلك، مع تقدم تقنيات علم الوراثة أصبحت رباعية الغشاء نموذجا ممتازا لدراسة وظائف الجين حيويا. يضمن تحديد تسلسل جينوم النواة الكبيرة مؤخرا أنها ستبقى مستعملة ككائن نموذجي باستمرار.
ساهمت دراسة رباعية الغشاء في العديد من الاكتشافات العلمية الأساسية منها:
1. أول خلية أظهرت انقساما متزامنا، أدى إلى ظهور أفكار بوجود آليات تتحكم في دورة الخلية.[7]
2. تحديد أول بروتين محرك خاص بالهيكل الخلوي مثل الداينين.[7]
3. ساعدت في اكتشاف اليحلولات والبيروكسيسومات.[7]
4. التحديد الجزيئي الأول لإعادة ترتيب الجينوم الجسدي.[7]
5. اكتشاف البنية الجزيئية للقسيمات الطرفية، إنزيم التيلوميراز ودور القالب الذي يلعبه تيلوميراز الرنا ووظيفته في الشيخوخة الخلوية وترميم الكروموسوم ( تم الفوز بجائزة نوبل على ذلك).[7]
6. اكتشاف الرنا المحفز (ريبوزيم) الذي أدى إلى جائزة نوبل في الكيمياء 1989.[7][8]
7. اكتشاف وظيفة أستلة الهستون.[7]
8. إثبات أدوار تعديل ما بعد الترجمة مثل: الأستلة وإضافة الغليسيل في التوبولينات واكتشاف الإنزيمات المسؤولة على بعض التعديلات (إضافة الغلوتاميل).
9. البنية الكريستالية للريبوسوم 40S في مركب مع عامل البدء eIF1.
10. أول إثبات أن كودوني التوقف UAA وUAG يشفران الحمض الأميني غلوتامين لدى بعض حقيقيات النوى، وهو ما يبقى سوى UGA ككودون توقف لدى هذه الكائنات.[9]